# Мінеллі (співачка)
Мінеллі (англ. Minelli, нар. 22 серпня 1988, Слобозія, Румунія) — румунська співачка, авторка пісень.

## Ранні роки
Мінеллі народилася 22 серпня 1988 року і почала співати у 11-річному віці, коли створила групу у своєму рідному місті . 2004 року вона переїхала до Бухаресту, а з 2006 по 2009 рік була учасницею гурту Wassabi. Після розпаду гурту Мінеллі зосередилася на своїй сольній кар'єрі і почала співати та писати пісні.

## Кар'єра
У 2013 році вона співпрацювала з LOL Deejays над синглом Portilla de Bobo, але пісня мала скромні позиції в музичних чартах Франції.
У 2016 році Мінеллі співпрацювала з Vanotek, їх спільний сингл «My Mind» мав успіх у німецьких та міжнародних чартах. Другий сингл, «În dormitor», досяг 1-го місця в iTunes і 6-го місця в Shazam.
У 2017 році солістка випустила свій перший сольний сингл «Empty Spaces», який увійшов до чартів 12 країн, включаючи Німеччину, Данію, Польщу, Туреччину та Росію.
На початку 2019 року Мінеллі випустила пісню «Mariola», яка посіла 1-е місце в румунському чарті Airplay 100. Сингл також досяг 10-го місця у німецькому чарті, 11-го місця у Франції та 3-го місця у Болгарії та Чехії. Мінеллі вигадала текст і музику разом з Михаєм Олександром Богданом (Quick) та Алексом Котоєм. Відео набрало понад 21 мільйон переглядів на YouTube. Пісня була ліцензована Sony Music, Magic Records, EffectiveRecords та YeniDunyaMuzik.
Міжнародний хіт "Rampampam" був випущений 18 березня 2021 року в Румунії та Росії компанією Global Records . Сінгл був написаний Мінеллі та Вікі Ред. Він посів перше місце в офіційних чартах Білорусі, Болгарії, Чехії, Угорщини, Литви та Росії і посів друге місце в чартах Румунії, Польщі та України . За тиждень, що закінчився 28 серпня 2021, «Rampampam» досяг 139-го місця в глобальному чарті Billboard, крім США. З цим синглом Мінеллі отримала нагороду за найпопулярнішу пісню на міжнародному конкурсі Artist Awards 2021, щорічному музичному заході, що проводиться в Румунії та організованому Big Events у партнерстві з Румунською оперою з Крайови.

## Особисте життя
2007 року Мінеллі познайомилася з Лучаном Лукою в студії звукозапису, а пізніше вони одружилися. У 2010 році у них народилася донька Сара Марія. У 2017 році Мінеллі народила сина, Філіппа.

## Дискографія
- 2016 — În Dormitor (спільно з Vanotek)
- 2016 — My Mind (разом з Vanotek)
- 2017 — No Sleep (разом з Vanotek)
- 2017 — Empty Spaces
- 2017 — My Heart
- 2018 — Haos
- 2019 — Mariola
- 2019 — Bo$$
- 2020 — Loca (разом з Erik Frank)
- 2020 — Discoteka (разом з Inna)
- 2020 — Separated
- 2020 — Nostalgic Illusions
- 2021 — Rampampam
- 2022 — MMM
- 2023 — Peligrossa